# Kozani
Kozani (tiếng Hy Lạp: Κοζάνη, phát âm là [kozaɲi]) là một thành phố thủ phủ tỉnh Tây Macedonia, miền bắc Hy Lạp. Kozani nằm ở phần phía tây của Macedonia, ở phía bắc của thung lũng sông Aliakmonas. Thành phố nằm 710 mét trên mực nước biển, 15 km phía tây bắc của các Polyfytos hồ nước nhân tạo, 120 km về phía tây nam Thessaloniki, giữa Pieria núi, Vermio, Vourinos và Askio. Dân số của nó được ước tính là khoảng 50.000. Khí hậu của khu vực là lục địa với mùa đông lạnh và khô, mùa hè nóng.
Kozani có của Viện Công nghệ giáo dục của Tây Macedonia và Đại học Tây Macedonia, với khoảng 15.000 sinh viên từ khắp nơi trên Hy Lạp và những nơi khác. Đây cũng là nơi có tòa án thượng thẩm Tây Macedonia, lửa lữ đoàn, nơi đóng quân của quân đội Quân đoàn 1 của quân đội Hy Lạp và của Giám mục của Servia và Kozani.
Một trong những khía cạnh quan trọng nhất của văn hóa dân gian địa phương là Kozani của lễ hội vào cuối của mùa đông, giữ lại nhiều sự mộc mạc của giáo phái Dionysiac cổ đại. Kozani là nổi tiếng ở Hy Lạp và nước ngoài để sản xuất của Saffron (Krokos Kozanis), tại thị trấn gần đó Krokos.
Kozani là một nút giao thông giữa Trung Macedonia, Thessaly và Epirus. Các sân bay gần nhất là sân bay Filippos, 4 km từ thành phố, mã sân bay IATA: KZI. Sân bay này lần đầu tiên được mở cửa vào giữa thế kỷ 20. Kozani nằm gần đường cao tốc Egnatia, kết nối các bờ biển của biển Ionia với Thessaloniki và các biên giới Thổ Nhĩ Kỳ.